# آهن ۱۵۱۵۵
سیارک ۱۵۱۵۵ (به انگلیسی: 15155 Ahn، نامگذاری:2000FB37) پانزده هزار و صد و پنجاه و پنجمین سیارک کشف شده‌است که در ۲۹ مارس ۲۰۰۰ کشف شد.
قدر مطلق سیارک برابر ۱۷.۸ است.